# 松山南警察署
松山南警察署（まつやまみなみけいさつしょ）は、愛媛県警察が管轄する警察署の一つである。

## 所在地
- 愛媛県松山市北土居三丁目6番17号

## 管轄区域
- 松山市の一部（重信川と石手川の合流点、小栗一丁目、和泉北一丁目、拓川町と朝生田町四丁目の境界の交点及び福見山を結ぶ線以南の松山市の区域のうち公安委員会規則で定める区域）
- 東温市
- 伊予郡のうち砥部町

## 沿革
- 1996年（平成8年）4月1日 - 松山南警察署新設[1]。

## 組織
- 警務課 - 警務係、被害者支援係、警察相談係
- 会計課 - 会計係
- 留置管理課 - 留置係
- 生活安全課 - 生活安全係、申請許可係、少年係、警察相談係
- 地域課 - 地域係、通信指令係、地域指導係、安全安心推進係、地域第一係、地域第二係、地域第三係、自動車警ら係、地域特捜係
- 刑事第一課 - 指導係、強行犯係、性犯罪捜査係、盗犯係、鑑識係
- 刑事第二課 - 知能犯係、組織犯係
- 交通課 - 指導係、交通係、交通機動係
- 警備課 - 警備係
- 組織犯罪対策隊

## 交番
（ ）の中は所在地
- 石井交番（松山市居相四丁目22番21号）
- 朝生田交番（松山市朝生田町六丁目3番33号）
- 久米交番（松山市南久米町625番地）
- 小野交番（松山市北梅本町639番地2）
- 重信交番（東温市田窪249番地1）
- 川内交番（東温市南方616番地1）
- 砥部交番（伊予郡砥部町千足177番地1）

## 駐在所
（ ）の中は所在地
- 浮穴駐在所（松山市森松町653番地5）
- 久谷駐在所（松山市東方町甲927番地1）
- 広田駐在所（伊予郡砥部町総津691番地）

## 検問所
（ ）の中は所在地
- 砥部検問所（伊予郡砥部町）